# 劉兆凱
劉兆凱，湖南衡陽人，為現任中央研究院副院長劉兆漢及前任行政院院長劉兆玄的弟弟。國立臺灣大學電機工程學士、美國伊利諾大學香檳分校電機工程博士。前任臺灣東元電機董事長。

## 經歷
劉兆凱年輕時曾與哥哥劉兆藜、劉兆玄以共用筆名「上官鼎」從事武俠小說的寫作，作品包括《七步干戈》、《沉沙谷》等十餘部。也曾幫古龍代筆續完《劍毒梅香》。
- 東訊股份有限公司創辦人、總經理、董事長
- 東元電機董事長

## 家族
- 父:劉國運，湖南漢族，中華民國空軍二級上將（1967年病逝）。其官舍日後改建為國運新城。
- 母:鍾畹芳，師範學校畢業。
- 妻子:沈寶島：台北第一女子中學畢業，台大歷史系學士，美國伊利諾大學香檳分校歷史碩士。曾任職科學工業園區，擔任電腦中心主任。
- 兒女:
  - 劉正音：台大國企系學士，美國史丹佛大學工程管理碩士。星島日報封面佳麗，最佳人氣小姐。
  - 劉正偉：台大土木系學士，現於美國加州柏克萊大學攻讀博士。
- 兄:
  - 劉兆寧（大哥）：美國伊利諾大學香檳分校電腦博士，教授,

h/h。
- - 劉兆華（二哥）：台大經濟系學士，美國伊利諾大學香檳分校博士，歿。
  - 劉兆漢（三哥）：台大電機系學士，美國布朗大學電機博士，中華民國中央研究院院士，曾任教於美國伊利諾大學香檳分校電機與電腦工程學系20餘年，曾任中央研究院副院長,國立中央大學校長。
  - 劉兆藜（四哥）：台大地質系學士，美國伊利諾大學香檳分校博士，教授。
  - 劉兆玄（五哥）：台大化學系學士，加拿大多倫多大學化學博士，前任行政院長。